# Saint-Christo-en-Jarez
Saint-Christo-en-Jarez este o comună în departamentul Loire din sud-estul Franței. În 2009 avea o populație de 1.794 de locuitori.

## Evoluția populației
| An        | 1975 | 1982  | 1990  | 1999  | 2006  | 2009  |
| --------- | ---- | ----- | ----- | ----- | ----- | ----- |
| Populație | 988  | 1.146 | 1.288 | 1.365 | 1.672 | 1.794 |